# Éléonore-Marie Desbois de Rochefort
Éléonore-Marie Desbois de Rochefort, né à Paris le 28 avril 1749 et mort dans cette même ville le 5 septembre 1807, est un prélat français, évêque constitutionnel d'Amiens de 1791 à 1801, puis député.

## Biographie
Il est le fils de Louis René Desbois, médecin, et de Marie Thérèse Syraud. Il est le frère de Louis Desbois de Rochefort (1750-1786), docteur régent de la faculté de médecine de Paris de 1774 à son décès, professeur de chirurgie, et censeur royal.
Il est docteur de la Sorbonne. Il est choisi comme vicaire général par François de Crussol d'Ambroise, évêque de La Rochelle Puis il est nommé en 1777, curé de la paroisse Saint-André-des-Arts à Paris.
Ami de l'abbé Grégoire, il est un fervent partisan de l'Église gallicane. Il prête le serment exigé par la Constitution civile du clergé. 

Dans les premiers jours du mois de janvier 1791, les curés d'Amiens sont invités à prêter le serment civique. Un certain nombre d'entre eux, suivant l'exemple de l'évêque Louis de Machault, refusent de le faire. Le directoire du département de la Somme adopte, alors, la délibération suivante :

« M. Machault était le 28 janvier dans son palais épiscopal. Il fut dès lors soumis à la loi qui voulait que les évêques présents jurassent dans la huitaine d’être fidèles à la Nation, à la Loi et au Roi, et de maintenir la Constitution. Loin d’exécuter une loi qui n’exprime que les sentiments les plus chers aux Français, M. de Machault lui a fait un nouvel outrage en interdisant les vicaires qui venaient de s’y conformer.
Vu la décision du Comité ecclésiastique, les procès-verbaux des 28 et 29 janvier, et les informations faites à Albert et à Amiens : Les administrateurs composant le Directoire du département de la Somme, déclarent que M. de Machault n’ayant point prêté le Serment civique, conformément à la loi du 26 décembre, est réputé avoir renoncé aux fonctions épiscopales ; en conséquence, arrête qu’il sera procédé le Dimanche 13 mars prochain, à l’issue de la messe, dans l’église paroissiale et cathédrale de la ville d’Amiens, à l’élection de l’évêque du département de la Somme, à l’effet de quoi messieurs les électeurs seront convoqués dans les formes prescrites. »

Conformément à la loi, le directoire du département se met en devoir de procéder sans délai au remplacement des prêtres insermentés. Le 19 février 1791, Desbois de Rochefort est élu évêque constitutionnel du département de la Somme.

## Évêque constitutionnel du département de la Somme (1791-1802)
Le 26 octobre 1792, le conseil général de la commune d'Amiens oblige les religieuses de l'Hôtel-Dieu, celles de l'Hôpital général et de la Providence à quitter leurs costumes, et rappelle, en même-temps, aux vicaires épiscopaux, aux curés et autres prêtres de la ville, qu'ils n'avaient le droit de conserver les leurs que pendant l'exercice de leurs fonctions.  Le 29 brumaire de l'an II, deux officiers municipaux, sont commis pour faire disparaître toutes les croix. Le sculpteur Jean-Baptiste Carpentier transforme, le 27 pluviose suivant, la Vierge de la mairie en "déesse de liberté". Le clergé réfractaire au serment existe toujours clandestinement dans le département de la Somme, recevant les encouragements de Louis de Machault qui a émigré. Pendant le Directoire, la persécution du clergé est interrompue et la liberté de culte rétablie. Cependant, plusieurs prêtres réfractaires sont arrêtés en vendémiaire an VIII. Le Consulat supprime l'obligation de prêter serment qui est remplacée par une promesse de soumission à la constitution. Les prêtres réfractaires peuvent ainsi sortir de la clandestinité et exercer leur ministère. Louis de Machault incite les prêtres du diocèse à accepter les nouvelles disposition gouvernementales, mais certains prêtres émigrés, rentrés clandestinement en France, restent farouchement hostiles à tout ce qui pouvait rappeler la Révolution. Certains sont arrêtés et reconduits aux frontières. À Amiens, les églises Saint-Germain, Saint-Jacques, la chapelle de l'Oratoire, la chapelle de l'Hôtel-Dieu sont mis à la disposition du clergé réfractaire. Le clergé constitutionnel dispose de la cathédrale, des églises Saint-Leu et Saint-Honoré.
En avril 1800, Desbois de Rochefort, décide de réunir à Amiens un synode rassemblant des prêtres réfractaires et des prêtres constitutionnels, mais seuls ces derniers y participent. Le synode envoie une adresse au pape.
Le 23 fructidor de l'an IX (1801), le pape Pie VII et le gouvernement français signe le Concordat, une convention, portant que la religion catholique sera librement exercée en France, que son culte sera rétabli, et que le dimanche sera un jour de repos pour les fonctionnaires publics. Aucun prélat ne peut être replacé dans le diocèse occupé par lui avant 1789. L'évêché d'Amiens cesse de porter le titre d'« évêché du département de la Somme », et de faire partie de la « métropole des côtes de la Manche ». Il relève de l'archevêché de Paris, et sa circonscription s'étend à deux départements, ceux de l'Oise et de la Somme. L'évêque d'Amiens prit le titre d'évêque d'Amiens, Beauvais et Noyon. Louis de Machault, conformément aux directives pontificales se démet de ses fonctions d'évêque d'Amiens, Desbois de Rochefort fait de même.

## Carrière politique
En septembre 1791, Desbois de Rochefort est élu député de la Somme à l'Assemblée législative.
Après avoir renoncé à son siège épiscopal, il est nommé député au Corps législatif par le Sénat conservateur.

## Œuvres
- Articles dans les Annales de la religion, ou Mémoires pour servir à l'histoire du XVIIIe siècle, Paris, 1795-1803, 18 volumes
- Plusieurs articles dans l'Encyclopédie méthodique, dans les volumes consacrés à l'Économie politique et diplomatique.
- Lettres pastorales et Mandemens, Amiens, 1791.